# Felipe Ernesto Ludueña
Felipe Ernesto Ludueña (Henderson, 1 de mayo de 1929-Buenos Aires, 30 de diciembre de 2001) fue un sindicalista y político argentino del Partido Justicialista, que se desempeñó como senador nacional por la provincia de Santa Cruz entre 1990 y 1998.

## Biografía
Nació en Henderson (partido de Hipólito Yrigoyen, provincia de Buenos Aires) en 1929. Adhirió al peronismo desde sus comienzos. Fue empleado de la petrolera estatal Yacimientos Petrolíferos Fiscales en la provincia de Santa Cruz y desarrolló su carrera sindical en el Sindicato Unidos Petroleros del Estado (SUPE), en el cual participó de su fundación en 1960 y se desempeñó como secretario general de la filial en Santa Cruz.
Fue miembro de la Cámara de Diputados de la Provincia de Santa Cruz entre 1987 y 1989.
En las elecciones al Senado de 1989 fue candidato a senador nacional por la provincia de Santa Cruz, propuesto por el Frente para la Victoria Santacruceña, facción peronista liderada por Néstor Kirchner. Fue elegido formalmente meses más tarde, debiendo asumir su banca en septiembre de 1990, por internas en el peronismo santacruceño que retrasaron su designación por parte de la legislatura provincial y que incluyó una intervención del Partido Justicialista nacional. Su mandato se extendió hasta 1998.
Se desempeñó como presidente de la comisión de Pesca y en 1994 presentó un proyecto de ley para la creación de una escuela de Biología Marina y Laboratorista en el Puerto Caleta Paula (Caleta Olivia, Santa Cruz). A dicho establecimiento se le impuso su nombre en 2010. También fue vicepresidente de la comisión de Energía, secretario de la comisión de Turismo y vocal en las comisiones de Vivienda, de Combustible y bilateral argentino-chilena, así como representante argentino en el Parlamento Latinoamericano. En 1997 conformó el bloque «PJ Santa Cruz» con su par comprovinciana Cristina Fernández de Kirchner, quien había sido expulsada del bloque justicialista.
Falleció en Buenos Aires en diciembre de 2001, producto de una enfermedad que enfrentaba. Fue homenajeado en el Senado de la Nación en la sesión del 4 de enero de 2002.

## Obra
- Historia de YPF y de la labor parlamentaria que le ha dado sustento (editado por la Secretaría Parlamentaria, Senado de la Nación Argentina, 1993).[10]